# 李家元宥
李家元宥（日语：／ Rinoie Motohiro，1589年—1647年12月23日），日本江戶時代武士。
李家元宥是朝鮮人，原名李聖賢（이성현），是朝鮮將領李福男之子。李福男在南原之戰中陣亡，年幼的他被毛利氏家臣阿曾沼元信俘虜並帶回日本。他學習日本語，毛利輝元授予他周防國熊毛郡勝間村100石的領地，成為毛利氏的御伽眾。後剃髮，接受偏諱「元」字，取名「元宥」。最初以「福余李」為氏，因他是李家人，遂改為「李家」氏。